# 호리 시게루
호리 시게루(일본어: 保利 茂, 1901년 12월 20일~1979년 3월 4일)는 12선 중의원 의원을 지낸 일본의 정치인이다.

## 생애

### 학창 시절과 기자 생활
1901년 12월 20일에 사가현 히가시마쓰우라군 오니즈카촌(지금의 가라쓰시)의 영세농가에서 태어났다. 호리의 집안은 가난했는데 아버지는 인력거꾼으로 일했고 어머니와 호리의 형제는 들일, 양잠, 행상 등을 하여 가계에 보탬이 되어야 했다. 호리는 집안일을 도우면서 소학교를 다녔고 고등소학교를 우수한 성적으로 졸업했지만 경제적 이유로 중학교 진학을 포기하고 철공소에서 견습공으로 일했다. 견습공으로 3년을 일한 뒤 연습생이 된 17살 때 직장을 뛰쳐나와 도쿄로 갔다.
도쿄에서 와세다 대학 이공학부 교수 니시오카 다쓰로의 보증을 받아 전문학교입학자검정시험에 합격하여 군학교 입학을 노렸다. 일하면서 면학에 힘써 시험에 합격했으나 이 무렵 호리는 군학교 입학을 포기하고 일하면서 공부를 할 수 있는 주오 대학 경제학부 경제학과 야간부에 입학했다.
주오 대학 교수 사토 마사유키가 『호치 신문』 정치부장 이노우에 가쓰요시를 소개해준 것을 계기로 대학을 나온 뒤 『호치 신문』에서 일하게 됐다. 이 무렵 제2차 호헌 운동의 여파로 기요우라 내각이 무너지고 입헌정우회, 헌정본당, 헌정회 등 호헌3파가 가토 다카아키를 추대해 연립 정권을 구성했다. 호리는 정국 취재를 위해 열심히 뛰어다녔다. 훗날 "취재 기자로서는 제법 유능했다. 나는 평생 신문기자로서 붓을 들고 있을 것이라 생각했다"라고 말했다.
이후 지바지국으로 발령받았는데 정치 취재와 달리 지방 근무를 따분하게 여겼다. 그러다가 1927년 5월에 권유를 받고 『도쿄니치니치 신문』(지금의 『마이니치 신문』)으로 전직했다가 1933년 5월에 다시 『오사카마이니치 신문』으로 옮겼다. 입사할 때 신세를 졌던 기도 모토스케가 『오사카마이니치 신문』 사장에 취임하면서 함께 따라간 것인데 불과 5개월 만에 기도가 『오사카마이니치 신문』에서 쫓겨나는 사내 항쟁이 발생했다. 기도가 쫓겨나자 호리도 함께 『오사카마이니치 신문』을 퇴사했다.

### 정계 입문
1934년 7월에 친분이 있던 야마자키 다쓰노스케가 농림상에 취임하자 호리는 그의 비서가 되었다. 그리고 1944년 12월에 고향인 사가현에서 중의원 보궐선거가 시행되자 입후보했다. 호리 외에 아무도 입후보하지 않아 무투표 당선되어 국회의원이 되었다.
전후에는 하토야마 이치로가 이끄는 일본자유당에 참가하려 했으나 야마자키가 일본진보당 참여를 권유하자 이를 받아들여 진보당에 입당했다. 연합군 최고사령부가 전전의 정치인들을 공직 추방으로 규제할 때 진보당은 소속 의원 274명 중 260명이 공직 추방을 당했다. 이런 상황에서 진행된 1946년 총선에서 호리는 당선에 성공했다.
당 총재였던 마치다 주지도 공직 추방을 당하자 시데하라 기주로가 후임 총재가 되었는데 호리는 이누카이 다케루 등 소장파 의원들과 함께 반시데하라 파벌인 신진회를 결성한 뒤 아시다 히토시를 수반으로 하는 신당 창당에 나섰다. 1947년 2월 제1차 요시다 내각 때 상공정무차관이 되었으며 3월에 진보당이 해산하자 민주당에 참여했다.
그런데 그 해 4월에 치러질 총선을 위한 유세 활동을 하던 중 공직 추방을 당했다. 공직 추방은 다음 해에 해제되었지만 4월에는 정치 자금 문제로 중의원 부당재산거래조사특별위원회에 소환되었다.

### 요시다 내각
1950년에 민주당이 분열하자 민주당 연립파를 구성한 뒤 요시다 시게루의 민주자유당에 합류하여 자유당 창당에 함께했다. 호리는 요시다로부터 능력과 끈기 있는 성격을 높이 평가받아 1950년 5월에 노동상으로 입각했고 1951년 12월에는 내각관방장관으로 발탁됐다. 하지만 이누카이를 제치고 호리가 입각한 것에 대해 세간의 평가는 좋지 못했다. 이에 요시다는 "단순한 보좌역이라 생각하면 곤란하다. 당신이 만약 총리대신이었다면 어떡할 것인가, 그렇게 생각해서 일해달라"라며 호리를 격려했다.
요시다의 핵심 측근 그룹을 요시다 13인중이라 하는데 그 중에서도 호리는 이케다 하야토, 사토 에이사쿠, 히로카와 고젠과 함께 4봉행으로 불렸다. 요시다를 보좌하던 호리는 마쓰노 쓰루헤이가 공직 추방에서 해제돼 자유당에 들어와 요시다의 정치 고문이 되자 두 사람의 연락책도 맡았다. 마쓰노 외에도 전전의 거물 정치인들이 공직 추방에서 조금씩 해제되면서 차례차례 정계에 복귀하기 시작했고 이들은 요시다에게 퇴진하라고 압력을 넣기 시작했다. 오아사 다다오가 마쓰무라 겐조 등 옛 입헌민정당 계열 정치인들을 규합해 신정 클럽을 만든 뒤 국민민주당과 합당해 1952년 2월에 개진당을 창당했다. 한편 자유당 내에서는 요시다가 하토야마파의 공세에 시달리고 있었는데 요시다는 이 상황을 타개하고자 마쓰노의 의견을 받아들여 불시 해산을 단행했다. 해산을 위한 준비는 호리에게 맡겼다.
1952년 8월 26일 임시국회가 소집되자 오노 반보쿠가 중의원 의장으로 선출되었는데 불과 이틀 뒤에 요시다는 갑자기 중의원 해산을 단행했다. 이는 「일본국 헌법」 제7조에 근거한 첫 해산으로 야당은 물론 자유당의 하토야마파도 반발했다. 해산을 사전에 알고 있던 건 호리, 이케다, 사토, 마쓰노 정도였으며 간사장 하야시 조지, 총무회장 마스타니 슈지, 그리고 오노조차도 요시다가 해산을 추진하는 걸 알지 못했다. 특히 의장으로 선출된 지 불과 3일밖에 되지 않은 오노는 격노하여 호리를 맹비난했다.

### 요시다의 퇴진 이후
1952년 8월의 불시 해산 이후 1953년 3월에는 바카야로 해산이 이어졌다. 총선이 반복될 때마다 자유당은 원내1당의 지위를 지켰지만 과반에는 한 번도 이르지 못했고 안팎에선 요시다에 대한 피로와 반감이 높아지기 시작했다. 그리고 1954년에 조선 의옥 사건이 터지면서 야당이 다시 제5차 요시다 내각을 불신임하려 하자 요시다는 이번에도 해산으로 맞서고자 했다. 하지만 측근들이 이를 만류하면서 요시다는 불신임 결의안이 본회의에 상정되기 전에 결국 퇴진했다.
1954년 12월 요시다의 뒤를 이어 하토야마가 총리대신이 되어 제1차 하토야마 이치로 내각이 성립했다. 1955년에 보수합동으로 자유민주당이 탄생하자 이에 참여했다. 사토파에 속했으며 다음 해에 결성된 자민당 사가현연합회의 초대 회장이 되었다.
제1차 이케다 내각에서 자유민주당 총무회장에 기용되었지만 1963년 총선에서 낙선하면서 물러났다. 1964년 총재 선거에 이케다가 출마하면서 3선을 노리자 호리는 사토의 출마를 종용했다. 하지만 다나카가 요시다를 설득하면서까지 이케다와 사토의 중재에 나서자 호리는 다나카와 갈등을 빚게 되었다. 결과적으로 이케다는 3선에 성공했지만 후두암에 걸린 걸 뒤늦게 알게 돼 곧 물러났다. 그리고 사토가 후임 총재로 선출되었다.
사토는 1966년 8월 개조내각을 꾸리면서 호리를 농림상으로 기용코자 했으나 부총재 가와시마 쇼지로와 간사장 다나카의 반대로 실현되지 못했다.

### 사토 내각
1967년 총선에서 10만 표가 넘는 압도적인 1등으로 당선되면서 4년 만에 국정에 복귀했다. 그 해 11월에 제2차 사토 내각 (제1차 개조)이 발족하자 건설상으로 취임했다. 요시다 내각에서 농림상으로 입각한 지 13년 만이었다.
1968년 11월 제2차 사토 내각 (제2차 개조)이 발족하자 두 번째 관방장관 임기를 시작했다. 당시 66세였던 호리는 고령을 이유로 난색을 표했으나 사토는 한 번 정도는 같이 고생해도 괜찮지 않냐며 계속 권유하자 호리는 이를 받아들였다. 전임 관방장관인 기무라 도시오는 부장관으로 격하되어 호리를 보좌하게 되면서 호리는 그야말로 대관방장관이 되었고 사실상 부총리격으로 대우받았다. 호리는 통상 행정 사무는 기무라에게 맡기고 중요 과제에만 몰두했다.
당시 사토는 당시 격화하던 학생 운동을 진정시킨 뒤 안정된 국내 정세를 배경으로 오키나와 반환에 진력해 70년 안보를 무사히 넘기는 것을 목표로 하고 있었다. 이에 학생 운동을 진정시키고자 특별 입법을 추진했다. 하지만 문부상 사카타 미치타가 작성한 초안이 학내 폭력 문제를 단속하기에 부족하다며 자민당 내에서 반대가 쏟아져 나왔다. 이에 호리가 조정에 나서 문부성 간부, 대학 당국자, 학생 대표 등과 만나 얘기를 들은 뒤 경찰청 장관 고토다 마사하루, 경시총감 하타노 아키라와 협의하여 "다소 미온적인 내용이 포함되더라도 대학 당국의 자주적인 노력을 촉진하는 문부성의 안으로 가자"라고 결단을 내렸다. 자민당 내에선 여전히 반발이 있었지만 이를 억누른 뒤 「대학운영임시조치법」안을 국회에 제출했다. 일본사회당과 일본공산당도 이 법률안에 반대했지만 다나카가 나서 조정에 임해 1969년 8월 3일 국회를 통과했다. 그리고 이후 학생 운동의 기세는 누그러졌다.
1971년 7월 제3차 사토 내각 (개조)이 출범하면서 호리는 관방장관에서 물러난 뒤 자유민주당 간사장이 되었다. 간사장이 된 호리의 역할은 「오키나와 반환 협정」의 국회 승인, 사토의 원만한 퇴진과 후쿠다의 정권 계승이었다. 그런데 개조내각이 출범하기 직전에 치러진 참원선에서 야당 공투가 성공해 자민당이 예상외로 의석수가 약간 감소했다. 그리고 9년간 의장으로 재임하던 시게무네 유조에 대한 자민당 내의 반감이 거세져 시게무네가 의장에서 물러나고 고노 겐조가 새로 의장에 취임했다. 호리가 두 사람을 중재하려 했으나 물러나는 시게무네가 "고노가 야당과 결탁했다"라고 하자 고노가 격분하면서 호리의 중재는 무위로 돌아갔다.
같은 달 미국의 국무장관 헨리 키신저가 미국의 대통령 리처드 닉슨이 다음 해에 중화인민공화국을 방문할 것이라고 발표했다. 예상치 못한 미중 간의 접근은 일본에게 큰 충격이었는데 1개월 뒤에는 미국 달러와 금의 태환을 중지하면서 브레턴우즈 체제가 폐지되었다. 잇따른 일련의 사건들을 닉슨 충격이라 하는데 미일 관계가 한 층 더 친밀해졌다고 생각하던 사토는 미국이 일본과 아무런 협의도 없이 국제적으로 중요한 일들을 일방적으로 발표한 것에 크게 당황했다. 일본 내에서도 중국과의 국교를 회복해야 한다는 목소리가 커졌고 한편 중국의 유엔 가입 문제를 놓고 중화민국의 국제적 지위가 어떻게 되어야 하는가에 대해서는 자민당 내에서 조금도 합의가 이루어지지 못했다.
호리는 비밀리에 중일 관계 타개를 위해 방중하는 도쿄도지사 미노베료키치를 통해 중화인민공화국의 국무원 총리 저우언라이에게 편지를 보냈다. 하지만 중국측은 이 편지를 속임수이며 신뢰할 수 없다는 이유로 수령하지 않았다. 그리고 국교도 없는 중국에 편지를 보낸 것에 대해 일본에서 파문이 일었고 친대만파로 분류되던 호리는 비판을 받아야 했다.

### 다나카 내각과 후쿠다 내각
사토는 후쿠다 다케오를 후임 총재로 생각하고 있었으나 차기를 노리던 다나카는 사토가 미처 손쓸 틈도 없이 사토파의 대다수를 자신의 파벌로 끌어들였다. 다나카파에 합류하지 않은 사토파의 의원들을 규합해 호리는 자신의 파벌을 만들었으나 세력 차이는 상당했고 그 결과 1972년 총재 선거에서 후쿠다는 다나카에게 패배했다. 그리고 호리파는 후쿠다파에 합류했다.
1973년 11월에 제2차 다나카 가쿠에이 내각 (제1차 개조)이 발족하자 행정관리청 장관으로 입각했다. 하지만 1974년 7월에 치러진 참원선에서 자민당이 패배하자 환경청 장관 미키 다케오가 사임했고 이어 대장상 후쿠다도 사임의 뜻을 밝혔다. 호리는 후쿠다의 사임을 만류했으나 후쿠다는 뜻을 굽히지 않았고 호리도 책임을 지는 차원에서 사임했다. 그 해 말에 다나카의 금맥 문제가 표면화되어 퇴진에 몰리자 자유민주당 부총재 시나 에쓰사부로와 함께 미키를 후임 총재로 추대하는 시나 재정을 이끌어냈다. 이 과정에서 시나는 호리에게 장점 내각을 맡길 것을 구상했고 가네마루 신이나 다무라 하지메는 아예 호리를 옹립하려는 움직임도 보였기에 호리는 총재가 될 가능성도 있었다.
미키 내각이 발족하자 중국을 찾아 저우언라이, 덩샤오핑 등과 회담했다. 1976년에 록히드 사건의 여파로 다나카가 구속되자 미키에 대한 책임을 물어 미키 끌어내리기가 일어났다. 이때 호리는 시나, 후나다 나카, 소노다 스나오 등과 함께 거당체제협의회를 결성해 미키 퇴진에 앞장섰다.
호리는 미키의 후임으로 후쿠다를 추대하고자 했고 가네마루의 중재하에 두 사람이 회담했다. 이후 호리는 다나카 로쿠스케를 통해 오히라 마사요시 설득에 나섰고 니시무라 에이이치를 통해 다나카의 동의도 얻었다. 10월 2일 호텔 퍼시픽 도쿄에서 호리, 후쿠다, 오히라, 소노다, 스즈키 젠코가 회동해 미키의 후임으로 후쿠다를 추대하되 2년 뒤에 오히라에게 정권을 이양한다는 합의가 이루어졌다. 이를 다이후쿠 밀약이라 한다.

### 중의원 의장
12월에 미키가 퇴진하고 후쿠다가 총재가 되었다. 그리고 호리는 중의원 의장에 취임했다. 의장으로 재직하면서 합의를 중시하는 원만한 국회 운영을 위해 노력했으며 야당도 호리의 중후하나 인격에 경의를 표해 여야백중세의 상황 속에서도 국회 운영은 무난하게 이루어졌다.
그런데 자민당의 지지세가 회복되자 이 기회에 중의원을 해산해 의석수를 늘려 재선을 위한 발판으로 삼아야 한다는 주장이 후쿠다파에서 나오기 시작했다. 이는 2년 뒤 정권을 이양하겠다는 오히라와의 밀약을 정면으로 위배하는 것이었기에 호리는 해산을 만류했다. 1978년 봄 무렵에는 해산 얘기가 더 이상 나오지 않았지만 이는 후쿠다에 대한 오히라의 불신을 키웠다.
같은 해 8월에 「중일평화우호조약」이 체결됐다. 이로써 호리는 오히라가 원만하게 정권을 이양받는 것을 기다리기만 하면 됐는데 후쿠다가 총재 재선에 도전하겠다고 선언했다. 후쿠다가 호리를 찾자 호리는 "나는 2년 전의 일에 책임을 느끼고 있다"라며 후쿠다를 냉대했으며 후쿠다 내각 2년 동안 간사장으로 재직한 오히라를 높이 평가했다. 총재 선거 결과 다나카파의 대대적인 지원을 받은 오히라가 예상보다 더 큰 표 차이로 후쿠다를 누르고 당선되었다.

### 정계 은퇴와 사망
11월 2일 호리가 간암으로 입원했다. 다음 달 오히라가 총재 선거에서 승리했다는 소식을 듣고 "오히라가 총재가 됐으니 내 사명은 끝났다"라고 말했다. 12월 7일 내각총리대신 지명 선거를 위해 병중임에도 의장석에 앉아 사회를 봤으며 1979년 1월에 시정방침연설과 각 당 대표 질문이 끝나자 사임했다.
2개월 뒤인 3월 4일에 심부전으로 도쿄도 미나토구 니혼바시에 있는 도쿄 지케이카이 의과대학 부속병원에서 사망했다. 향년 77세. 지역구는 아들인 호리 고스케가 물려받았는데 훗날 12선 중의원 의원을 지내고 문부상, 자치상 등을 역임했다.

## 역대 선거 기록
|  | 0% |

|  | 0% |

|  | 12.5% |

|  | 14.4% |

|  | 13% |

|  | 13.1% |

|  | 14% |

|  | 14% |

|  | 12.5% |

|  | 24% |

|  | 28% |

|  | 21.5% |

|  | 18.5% |

## 같이 보기
- 요시다 시게루
- 사토 에이사쿠
- 사토파 5봉행
- 야마자키 다쓰노스케
- 가네마루 신
- 호리 고스케
- 자유민주당 간사장

| 전임 스즈키 마사후미 | 제5대 노동대신 1950년 5월 6일~1951년 12월 26일 | 후임 요시타케 에이치 |

| 전임 오카자키 가쓰오 | 제8대 내각관방장관 1951년 12월 26일~1952년 10월 30일 | 후임 오가타 다케토라 |

| 전임 우치다 노부야 | 제19대 농림대신 1953년 6월 22일~1954년 12월 10일 | 후임 고노 이치로 |

| 전임 니시무라 에이이치 | 제29대 건설대신 1967년 11월 25일~1968년 11월 30일 | 후임 쓰보카와 신조 |

| 전임 기무라 도시오 | 제33·34대 내각관방장관 1968년 11월 30일~1971년 7월 5일 | 후임 다케시타 노보루 |

| 전임 후쿠다 다케오 | 제37대 행정관리청 장관 1973년 11월 25일~1974년 7월 16일 | 후임 호소다 기치조 |

| 전임 마에오 시게사부로 | 제59대 일본 중의원 의장 1976년 12월 24일~1979년 2월 1일 | 후임 나다오 히로키치 |